# Trapani
Trapani este un oraș Sicilia în Italia.

## Demografie
Trapani - evoluția demografică

|  | Graficele sunt indisponibile din cauza unor probleme tehnice. Mai multe informații se găsesc la Phabricator și la wiki-ul MediaWiki. |

Date: Recensăminte sau birourile de statistică - grafică realizată de Wikipedia

## Orașe înfrățite

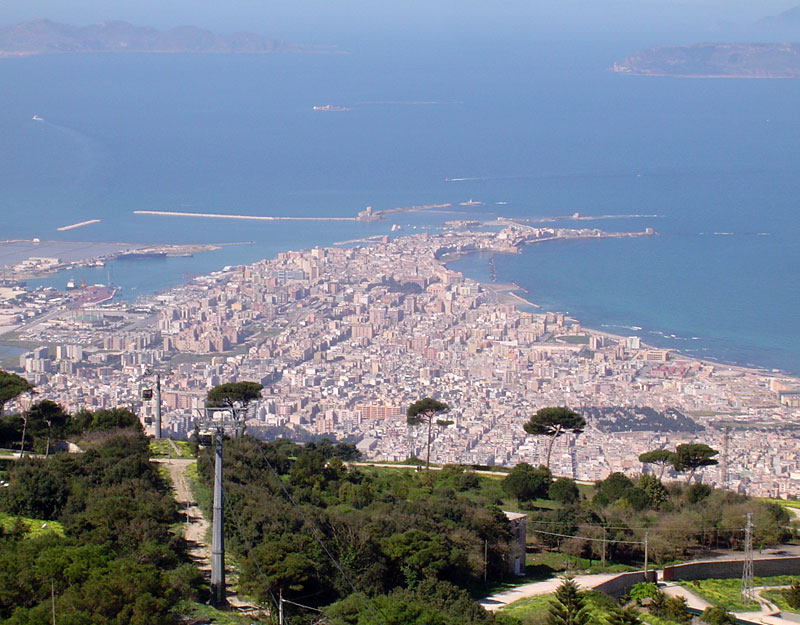
Trapani

- Constanța, România
- Les Sables-d'Olonne, Franța